# Michel Elias
 (février 2023).
Pour les articles homonymes, voir Elias.
Michel Elias est un comédien et chanteur français.

## Biographie
Spécialisé dans le doublage et les voix dans la publicité, il est entre autres, célèbre pour sa prestation de comédien à l'image dans le film publicitaire Ovomaltine avec un accent suisse stéréotypé. Il est la voix française de Pumbaa le phacochère dans Le Roi lion. Transformiste vocal, aussi spécialisé dans les accents et les voix cartoon, il est la voix-off de plusieurs milliers de publicités françaises dont de nombreuses sont « cultes », « mythiques », ou « collector », comme Dédé, Vahiné c'est gonflé, Mr Happy de McDo, la voix imitatrice de Fernandel dans les films pub Puget, etc. Il est aussi, pour une seule et unique fois en 1974, la voix de Grosminet dans Titi à la neige 45 tours vinyle chez WEA Filipacchi, tube à succès de l'époque.
Michel Elias est également un acolyte vocal de Chantal Goya dans ses disques et ses comédies musicales; il est la voix notamment de Monsieur le Chêne, Jeannot Lapin, Monsieur Sac à dos…
Alain Rémond, écrit dans la rubrique « Mon Œil » de Télérama à propos d'une de ses prestations dans l'émission Ça se discute de Jean-Luc Delarue : « Un comédien qui prête sa voix à des flopées de films et de pubs, nous a fait une époustouflante démonstration. On l’a vu en studio, s’éclatant comme un môme à imiter toutes sortes de personnages, toutes sortes d’animaux, voix de basse caverneuse, velouté de crooner ou borborygmes suraigus à faire péter les tympans. À la demande, il prend tous les accents, toutes les intonations, sa voix est un formidable instrument - mieux : un orchestre au complet ! ».

## Filmographie

### Cinéma
- 1972 : Avoir vingt ans dans les Aurès de René Vautier Prix de la Critique Internationale Cannes (1972)
- 1974 : La Virée superbe de Gérard Vergez
- 1977 : Moi, fleur bleue d'Éric Le Hung
- 1980 : La Banquière de Francis Girod (voix rétro-actualités)
- 1982 : L'As des as de Gérard Oury : sons et bruits des ours (la mère et son petit), voix d'Angela la sœur d'Hitler ; doublage de l'acteur allemand Günter Meisner
- 1998 : Mookie de Hervé Palud : voix de Mookie, la petite guenon
- 1999 : Astérix et Obélix contre César de Claude Zidi : voix de Jules César ; doublage de l'acteur allemand Gottfried John avec accent italien.
- 2000 : Taxi 2 de Gérard Krawczyk : le commentateur du rallye
- 2002 : Astérix et Obélix : Mission Cléopâtre d'Alain Chabat : voix additionnelles
- 2003 : La Beuze de François Desagnat : le perroquet
- 2005 : Palais Royal ! de Valérie Lemercier : le commentateur TV
- 2006 : Prête-moi ta main d'Éric Lartigau : le perroquet
- 2009 : Ciné Man de Yann Moix : voix de Fernandel, parodies d'anciennes publicités (voix rétro-actualités)

### Télévision
- 1976 : Les Mystères de Loudun de Gérard Vergez TV
- 1976 : L’Assassinat de Concino Concini de Gérard Vergez et Jean Chatenet, TV
- 1977 : L'Enlèvement du régent : Le Chevalier d'Harmental de Gérard Vergez
- 2004 : Maigret et l'ombre chinoise de Charles Nemes : rôle de Luc Vignal
- 2007 : En Quête de cellules souches de Jean-François Ternay, AFM productions, France 2
- 2008 : Villa Marguerite de Denis Malleval : voix actualités rétro

## Doublage

### Cinéma

#### Films
- Frank Oz dans :
  - Les Muppets, le film (1979) : Animal (voix)
  - Noël chez les Muppets (1992) : Miss Piggy (voix)

- Stephen Fry dans :
  - H2G2 : Le Guide du voyageur galactique (2005) : le narrateur / le Guide
  - My Dear F***ing Prince (2023) : le roi James III

- Don Johnson dans :
  - Le Book Club (2018) : Arthur
  - Book Club: The Next Chapter (2023) : Arthur

- 1971[4] : L'Apprentie sorcière : voix additionnelles
- 1974[5] : Le Parrain 2 : voix additionnelles
- 1979 : Les Muppets, le film : Kermit la grenouille, Rowlf le chien, Dr Dent (Jim Henson) (voix), Janice la guitariste, Sweetums (Richard Hunt) (voix), Floyd Pepper, Crazy Harry (Jerry Nelson) (voix) et le grand oiseau (Steve Whitmire) (voix)
- 1999 : Astérix et Obélix contre César : Jules César (Gottfried John)
- 2003 : George de la jungle 2 : le méchant lion (Michael Clarke Duncan), un gorille ( ? ), le buffle et un singe (Dee Bradley Baker) (voix)
- 2004 : Le Terminal : Gupta Rajan (Kumar Pallana)
- 2007 : Big Movie : Monsieur Harry Castor (Katt Williams) (voix)
- 2009 : Transformers 2 : Scalpel (John DiCrosta) (voix)
- 2009 : Middle Men : ? ( ? )
- 2015 : Ma mère et moi : Dom (Lou Volpe)
- 2015 : Spy : Aldo (Peter Serafinowicz)
- 2016 : Creed : L'Héritage de Rocky Balboa : la voix-off de HBO Sports (Liev Schreiber)
- 2016 : Les Huit Salopards : le narrateur (Quentin Tarantino)
- 2016 : Golem, le tueur de Londres : Karl Marx (Henry Goodman)
- 2017 : Transformers: The Last Knight : Hot Rod (Omar Sy) (voix)
- 2017 : Battle of the Sexes : DJ (Chris Parnell)
- 2018 : Downsizing : Dr Andreas Jacobsen (Søren Pilmark)
- 2018 : Carnage chez les Puppets : Lyle (Kevin Clash) (voix)
- 2018 : A Star Is Born : Lorenzo Campana, le père d'Ally (Andrew Dice Clay (en))
- 2019 : Aladdin : la caverne aux merveilles (Frank Welker) (voix)
- 2019 : Once Upon a Time… in Hollywood : Duke (Ramón Franco)
- 2021 : Je suis toutes les filles : ? (?)
- 2021 : Muppets Haunted Mansion : Dr Dent / Rowlf (Bill Barretta) (voix), Animal (Eric Jacobson (en)) (voix), Floyd Pepper / Sweetums (Matt Vogel) (voix) et Waldorf (Dave Goelz) (voix)
- 2021 : Cyrano : Montfleury (Mark Benton (en))
- 2025 : The Alto Knights : Richard « Richie » Boiardo (en) (Frank Piccirillo)
- 2025 : Demain est un autre jour : M. Sullivan (Jonathan Lipnick)

#### Films d'animation
- 1975 : D'Artagnan l'Intrépide : Athos
- 1976 : La Flûte à six schtroumpfs : Le Grand Schtroumpf et le Schtroumpf Grognon
- 1978 : La Ballade des Dalton : Plume-de-Serpent, le chef indien
- 1978 : Les Fabuleuses Aventures du légendaire baron de Münchhausen : le Pacha
- 1980 : Les Trois Inventeurs : voix diverses
- 1981[6] : Peter le chat : Pacha et le corbeau
- 1982 : Les Maîtres du temps : Silbad, le « Pochard galactique »
- 1986 : Astérix chez les Bretons : le marin phénicien et un légionnaire
- 1987 : Le Big Bang : le conseiller intersidéral
- 1992 : Aladdin : la Caverne aux Merveilles, Gazeem le voleur et Achmed le prince
- 1993 : L'Étrange Noël de monsieur Jack : M. Hyde, Béhémoth, Arlequin, un vampire, le joueur de saxophone et un policier
- 1994 : Poucelina : Jacquimo et Baltringue
- 1994 : Le Roi lion : Pumbaa
- 1995 : Toy Story : M. Spell, présentateur TV #3 et le chauffeur de Pizza Planet
- 1996 : Aladdin et le Roi des voleurs : Cassim (voix chantée)
- 1998 : Kirikou et la Sorcière : voix, sons et bruitages des animaux
- 1998 : Le Roi lion 2 : L'Honneur de la tribu : Pumbaa
- 2001 : Mickey, la magie de Noël : le narrateur, Pumbaa et Jafar
- 2002 : Mickey, le club des méchants : le narrateur et Jafar
- 2003 : Le Roi lion 3 : Hakuna Matata : Pumbaa
- 2003 : Le Chien, le Général et les Oiseaux : le Chien
- 2004 : Les Aventures extraordinaires de Michel Strogoff : Rat Prof et Alcide Jolivet
- 2005 : Kirikou et les Bêtes sauvages : voix, sons et bruitages des animaux
- 2006 : La Véritable Histoire du Petit Chaperon rouge : Kirk, P-Biggie et le narrateur d’introduction
- 2006 : Azur et Asmar : voix diverses
- 2006 : Piccolo, Saxo et Cie : Dr Marteau
- 2009 : Monstres contre Aliens : le reporter
- 2010 : Yona, la légende de l'oiseau-sans-aile : M. Ji
- 2011 : Rango : Doc
- 2011 : Cars 2 : Brent Mustangburger
- 2011 : Les Contes de la nuit : le père, le vieillard antillais, le monarque voisin et le Tuteur
- 2011 : Émilie Jolie : le Grand Oiseau et le crieur de journaux
- 2012 : Les Mondes de Ralph : Zangief
- 2013 : Planes : Brent Mustangburger
- 2014 : Planes 2 : Brent Mustangburger
- 2016 : Batman : The Killing Joke : le directeur du parc d'attractions et voix additionnelles
- 2017 : Batman et Harley Quinn : Harold Goldblum, Rhino et voix additionnelles
- 2018 : Dilili à Paris : multiples personnages
- 2018 : Ralph 2.0 : Zangief
- 2019 : Abominable : M. Burnish
- 2022 : Le Pharaon, le Sauvage et la Princesse : Khnoum et le grand prêtre (Pharaon), le garde vieux et le chanoine (Le Beau Sauvage), le deuxième passant et un des caravaniers (La Princesse des roses et le Prince des beignets)

### Télévision
- Les Guignols de l'info : voix additionnelles de multiples personnages

#### Téléfilm
- 2019 : Quand Harry épouse Meghan : mariage royal : le prince Charles (Charles Shaughnessy)

#### Séries télévisées
- Ronald Guttman dans :
  - Preacher (2017) : Dennis (saison 2)
  - Black Earth Rising (en) (2018) : Jacques-Antoine Barré (mini-série)

- Eric Jacobson (en) dans :
  - Le Nouveau Muppet Show (en) (2020) : Animal (voix)
  - Les Muppets Rock (en) (2023) : Animal (voix)

- Bill Barretta dans :
  - Le Nouveau Muppet Show (en) (2020) : Bobo l'ours (voix)
  - Les Muppets Rock (en) (2023) : Dr Dent (voix)

- Dave Goelz dans :
  - Le Nouveau Muppet Show (en) (2020) : Waldorf (voix)
  - Les Muppets Rock (en) (2023) : Waldorf (voix)

- 1976-1981[7] : Le Muppet Show : Rowlf le chien, Waldorf (Jim Henson) (voix), Animal (ou Jean-Laurent) (Frank Oz) (voix), Sweetums (Richard Hunt) (voix) et Floyd Pepper (Jerry Nelson) (voix)
- 1978 : Mission spatiale Santé Hygéa 7[8] : Tronic et Scoppy (voix originale)
- 2007-2008 : The Shield : Ellis Rezian (Ludwig Manukian) (8 épisodes)
- 2008 : Eli Stone : Jeffrey Powell (Rob Nagle (en)) (3 épisodes)
- 2010 : 24 Heures chrono : Mikhail  Novakovich (Graham McTavish) (saison 8)
- 2011-2012 : Boardwalk Empire : Waxey Gordon (Nick Sandow) (3 épisodes)
- 2013 / 2017 : House of Cards : Ken Caswell (William Hill) (saison 1, épisode 8 puis saison 5, épisode 2)
- 2014 : Legends : Yuri Medved (Alon Abutbul) (saison 1, épisodes 2 à 4)
- 2016-2021 : Private Eyes : Don Shade (Barry Flatman) (57 épisodes)
- 2018-2020 : Kidding : Ennui le Triste (Dan Garza) (10 épisodes)
- 2019 : The Loudest Voice : David Axelrod (David Cromer (en)) (mini-série)
- 2020 : Le Nouveau Muppet Show (en) : Joe, Link Hogthrob et Jeff (Peter Linz (en)) (voix)
- 2023 : Les Muppets Rock (en) : Floyd Pepper (Matt Vogel) (voix)
- 2023 : Mort ou vif Joaquín Murrieta : Joaquín Murrieta (Juan Manuel Bernal (es))
- 2023 : The Village (en) : Jagan (Thalaivasal Vijay (en))
- 2024 : Whiskey on the Rocks : Thorbjörn Fälldin (Rolf Lassgård) (mini-série)

#### Séries d'animation
- 1974 : Titi à la neige : Grosminet (disque 45 tours)
- 1979 : Les Aventures électriques de Zeltron : Zeltron
- 1982 : Amstram Gram : tous les personnages
- 1982 : Télétactica : les Verts, Crodogang, Minor
- 1982 : Les Boules et les Cubes : narration et bruitages
- 1982 et 1985 : Méthanie et Méthanie Ville : les animaux rencontrés par Méthanie
- 1983 : Kidy le kangourou : Kidy
- 1983 : Bomber X : Héraclès, PPA, le narrateur (1re voix)
- 1985 : Les Viratatoums : voix masculines
- 1985 : Super Doc : Kablet et Branchet
- 1986-1990 : Le Croc-Note Show : le présentateur
- 1987 : Barnabulle : l'asticot
- 1987 : Koussi-Koussa : Koussi et Koussa (voix chantées)
- 1988 : Naftaline : voix masculines
- 1988-1991 : La Bande à Picsou : Donald Duck
- 1989-1991 : Bouli : Bouli Papi
- 1990-1997 : Manu : Manu
- 1993 : Spirou : Mustapha Glagla (épisode 46)
- 1995-1996 : Gargoyles, les anges de la nuit : Owen Burnett (1re voix)
- 1997 : Dino Juniors : Dak
- 1997 : Hé Arnold ! : la Caverne aux Merveilles (épisode 19)
- 1997-1998 : Le livre de la jungle, souvenirs d'enfance : Roi Louie, adulte (sortie DVD)
- 1998-2001 : Timon et Pumbaa : Pumbaa
- 1999-2000 : Rayman : l'inspecteur Grub
- 2000 : Les Supers Nanas : Mojo Jojo (voix chantée)
- 2000 : Little People : le narrateur et personnages divers
- 2000-2001 : La Dernière Réserve : Taureau Subtil
- 2001-2003 : Disney's Tous en boîte : Narrateur, Pumbaa et Jafar
- 2002 : Kaput et Zösky : Zösky
- 2002-2006 : Tibère et la maison bleue : Benny la chauve souris
- 2002-2007 : Kim Possible : Rufus et Dr Drakken
- 2003-2008 : Kids Next Door : Gobelin et Poséidon
- 2003 : Oggy et les cafards : voix diverses (épisode Les Pipelettes - saison 2, épisode 78)
- 2003 : Ratz : la tortue (épisode 16)
- 2003-2016 : Corneil et Bernie : Corneil, John et Oncle Rico
- 2005 : Lilo et Stitch, la série : Rufus et Dr Drakken (saison 2, épisode 9 : cross-over avec Kim Possible)
- 2006 : L'île à Lili : Matthieu
- 2006-2008 : Monster Allergy : Timothy, Bombo et voix additionnelles
- 2006-2016 : Grabouillon et Les Grandes Vacances de Grabouillon : Grabouillon
- 2007 : Atout 5 : Albert Desrosier et Attila
- 2009-2012 : Gorg et Lala : Gorg et Papy Gorg
- 2010 : Dragons et Princesses : voix diverses
- 2010-2014 : Captain Biceps : Bricoloman, le Maître des ombres, Absorbman et le super petit pois
- 2011 : Club Penguin : Yarr
- 2011 : Cars Toon : Skipper (épisode Air Martin)
- 2011 : Les Monsieur Madame : MM. Chatouille, Malchance, Sale, Tatillon et Têtu
- depuis 2014 : Jamie a des tentacules : Gratchett la vache, Maurice (le père de Jamie) et le général Vlok (création de voix)
- 2016 : Yétili : Yétili
- 2016-2019 : La Garde du Roi lion : Pumbaa
- 2016-2022 : Lastman : le Saint Père, le chef de la police, Shuang et le patron de la FFFC
- 2018 : Arthur et les enfants de la table ronde : Merlin
- 2018 : Qui a tué le père Noël ?[9] : le père Noël
- 2018 : Sirius the Jaeger (en) : le professeur Willard
- 2022 : Le Cuphead Show ! : Ludwig
- 2022-2023 : Abominable et la Cité invisible (en) : M. Burnish[n 1]

#### Téléfilms d'animation
- 2003 : Kim Possible : La Clé du temps : Dr Drakken et Rufus
- 2005 : Kim Possible, le film : Mission Cupidon : Dr Drakken et Rufus
- 2013 : Le Trésor du Capitaine Nem'os : Grabouillon

### Jeux vidéo
- 1994 : Super Game Boy : Wario (qui agace la voix off pour voir le jeu vidéo Super Mario Land 3 : Wario Land en couleurs)
- 1996 : Discworld II : Mortellement vôtre ! : le narrateur, voix additionnelles
- 1996 : Toonstruck : le valet de pied et S.M. Loup
- 1996 :  Leisure Suit Larry VII : Drague en haute mer : Jacques le croupier
- 1997 : La Panthère rose : Passeport pour le danger : Pug, voix additionnelles
- 1998 : La Panthère rose 2 : Destination mystère : Edmond Foy, voix additionnelles
- 1998 : Grim Fandango : Hector LeMans et voix diverses
- 1999 : Hype: The Time Quest : voix additionnelles
- 1999 : Star Wars, épisode I : La Menace Fantôme : Watto
- 1999 : Le Roi lion : Atelier de jeux : Pumbaa
- 1999 : Le Roi lion 2 : Multi jeux : Pumbaa
- 1999 : Rayman Accompagnement scolaire : Rayman (dialogues), l'écho des cavernes, les poissons bavards, un chasseur
- 2000 : Star Wars : Le Maître des Maths : Watto, Jabba le Hutt
- 2000 : Rayman 2 : The Great Escape : Aglagl, Jano
- 2000 : Escape from Monkey Island : voix additionnelles
- 2001 : Tintin Objectif Aventure : le capitaine Haddock et le professeur Tournesol
- 2002 : Kingdom Hearts : Jafar
- 2003 : Hulk : ?
- 2003 : Pirates des Caraïbes : ?
- 2005 : Kingdom Hearts 2 : Pumbaa
- 2006 : Ankh : Œil-de-lynx, Boulboul, le Pharaon, le roi Scarabée, le tailleur
- 2007 : Harry Potter et l'Ordre du phénix : Termeritus Shanks
- 2007 : Les Simpson, le jeu : Burns jeune
- 2007 : Avatar, le dernier maître de l'air : ?
- 2007 : Overlord : ?
- 2007 : À la croisée des mondes : La Boussole d'or : ?
- 2008 : Little Big Planet : le narrateur qui accompagne le joueur au début des jeux ainsi que durant les didacticiels
- 2008 : Fire Emblem: Radiant Dawn : le narrateur
- 2008 : Viking: Battle for Asgard : ?
- 2008 : Iron Man : voix additionnelles
- 2008 : Haze : voix additionnelles
- 2008 : "Little Big Planet" : le narrateur qui accompagne le joueur au début des jeux ainsi que durant les didacticiels
- 2009 : Anno 1404 : frère Hilarius et Al Zahir
- 2009 : Harry Potter et le Prince de sang-mêlé : Horace Slughorn
- 2009 : Professeur Layton et la Boîte de Pandore : l'inspecteur Chelmey, Andrew Shrader
- 2009 : Empire : Total War : voix des Officiers en mode Campagne
- 2009 : "Little Big Planet PSP" : le narrateur qui accompagne le joueur au début des jeux ainsi que durant les didacticiels
- 2010 : Professeur Layton et le Destin Perdu : l'inspecteur Chelmey, Andrew Shrader, Bostro
- 2010 : Dante's Inferno : la Mort
- 2010 : Final Fantasy 14 : Bunchin, chef de la tribu des tortues verte et Conrad, chef de l'armée de libération Mhigoise
- 2010 : Vanquish : le lieutenant-colonel Robert Burns
- 2010 : Fallout: New Vegas : le King
- 2010 : World of Warcraft: Cataclysm : Cho'gall (la tête moustachue)
- 2011 : Professeur Layton et l'Appel du Spectre : voix additionnelles
- 2011 : Star Fox 64 3D : le narrateur, le général Pepper, Wolf O'Donnell
- 2012 : Professeur Layton et le Masque des miracles : Alphonse Dalston
- 2012 : "Little Big Planet Karting" : le narrateur qui accompagne le joueur au début des jeux ainsi que durant les didacticiels
- 2012 : Diablo III : Abd Al-Hazir le narrateur)
- 2014 : Hearthstone : Heroes of Warcraft : Gothik le moissonneur d'âmes
- 2014 : Little Big Planet 3: le narrateur qui accompagne le joueur au début des jeux ainsi que durant les didacticiels
- 2018 : Lego DC Super-Villains : voix additionnelles
- 2018 : Assassin's Creed Odyssey : Atlas

### Publicités
- 2025 : Booking.com : Animal et Statler

## Voix-off
Il est un des cofondateurs de l'Association Les Voix depuis sa création en mai 2010, dont il est également Membre d'Honneur .

### Emissions de télévision
- 1987 : Le Disney Channel : FR3

### Documentaires
- La Folle Histoire des présidentielles, film documentaire ; diffusion en prime time sur France Télévision
- Juin 40 - Le Grand Chaos, film documentaire de Christophe Weber ; diffusion en prime time sur France Télévision
- Ces Français qui ont choisi Hitler, film documentaire de Christophe Weber ; diffusion en prime time sur France Télévision
- Homo Sapiens, film documentaire de Jacques Malaterre ; diffusion en prime time sur France Télévision
- Nous étions l'Exodus de Jean-Michel Vecchiet
- Teaser du tremplin Monsterz Live 360° de Monsterz Tea Party
- 2022 : Harry & Meghan : lui-même (Tim Burt) (Netflix)
- Depuis 2022 : Podcast Story (Narrateur régulier)[10]

### Publicités
- AMV (2023)

## Théâtre et scène
- 1970 : Les Fraises musclées de Jean-Michel Ribes, mise en scène de l'auteur, avec Andréa Ferréol, Philippe Khorsand, Jacques Canselier, Philippe Brizard, Julie, la célèbre animatrice radio, Tonie Marshall, Daniel Prévost
- 1972 : Les Oiseaux sur la branche, comédie musicale de James Sparrow avec Jean-Pierre Rambal, Jean-Claude Aubé, Jean-Pierre Brossmann...
- 1972 : Godspell de Stephen Schwartz, comédie musicale théâtre de la Porte-Saint-Martin avec Daniel Auteuil, Dave, Armande Altaï, Bernard Callais, Anne Jousset, Gregory Ken, Annie Allal, Kazuko… 500 représentations (1972/73)
- 1974 : Tabarin, théâtre national de Chaillot, mise en scène David Esrig, Comédia dell' Arte adaptation Geneviève Serreau
- 1974 : La Révolution française Rock Opéra de Claude-Michel Schönberg et Alain Boublil rôle de Talleyrand 250 représentations (1974/75)
- 1975 : Mayflower, comédie musicale d'Éric Charden et Guy Bontempelli 1er rôle M. MAGGRITT 300 représentations - 1re mondiale à Washington (1975/76)

## Travaux de conteur

### La bibliothèque de l'aventure
- Le chien des Baskerville (Le chien des Baskerville)

### Le corbeau et la quête du fromage
- Le corbeau et la quête du fromage[réf. nécessaire]

### Les Fables de La Fontaine
- Les Fables de La Fontaine

### Raconte-moi des histoires
Contes publiés dans le magazine Raconte-moi des histoires :
- Aldo en Arcadie (Raconte-moi des histoires 1)
- Le chagrin du père Noël (Raconte-moi des histoires de Noël 1)
- Le lièvre et la tortue (Raconte-moi des histoires 1)
- Le géant de la forêt (Raconte-moi des histoires 1)
- L'escapade de Bébert (Raconte-moi des histoires de Noël 1)
- Minus et le vaisseau spatial (Raconte-moi des histoires de Noël 2)
- Le conte du petit sapin (Raconte-moi des histoires de Noël 2)
- Le lion et le rat (Raconte-moi des histoires 3)
- Aldo en Arcadie (Raconte-moi des histoires 3)
- Le bas de Noël de Morris (Raconte-moi des histoires de Noël 3)
- La cigale et la fourmi (Raconte-moi des histoires 4)
- La création de l'Homme (Raconte-moi des histoires 4)
- Les trois boucs (Raconte-moi des histoires 7)
- Théo et l'avaleur de maîtres (Raconte-moi des histoires 8)
- Le géant égoïste (Raconte-moi des histoires 8)
- Abdullah et le génie (Raconte-moi des histoires 9)
- Pinocchio (Raconte-moi des histoires 11)
- Pinocchio au théâtre de marionnettes (Raconte-moi des histoires 12)
- Pinocchio et le champ des miracles (Raconte-moi des histoires 13)
- Pinocchio et la fée (Raconte-moi des histoires 14)
- Pinocchio : la promesse de la fée (Raconte-moi des histoires 15)
- Pinocchio au pays des jouets (Raconte-moi des histoires 16)
- Pinocchio et le requin (Raconte-moi des histoires 17)
- Pique et Plouf (Raconte-moi des histoires 18)
- Rumpelstilzchen (Raconte-moi des histoires 20)
- L'horrible Jules Tordu (Raconte-moi des histoires 20)
- Le piano voyageur (Raconte-moi des histoires 23)
- L'œuf de Rachid (Raconte-moi des histoires 24)
- Aldo en Arcadie (Raconte-moi des histoires 24)
- Aldo en Arcadie (Raconte-moi des histoires 25)
- Le concours de pâtés en croûte (Raconte-moi des histoires 25)
- Aldo en Arcadie (Raconte-moi des histoires 26)